# Dekanat Kętrzyn
Dekanat Kętrzyn – jeden z 21 dekanatów w rzymskokatolickiej archidiecezji warmińskiej.

## Parafie
W skład dekanatu wchodzi 14 parafii:
- parafia Niepokalanego Serca Najświętszej Maryi Panny – Barciany
- parafia Najświętszej Maryi Panny Królowej Polski – Garbno
- parafia św. Stanisława Kostki – Karolewo
- parafia św. Brata Alberta Chmielowskiego – Kętrzyn
- parafia św. Jacka Odrowąża – Kętrzyn
- parafia św. Jerzego – Kętrzyn
- parafia św. Katarzyny Aleksandryjskiej – Kętrzyn
- parafia św. Anny – Mołtajny
- parafia św. Piotra Apostoła – Momajny
- parafia św. Józefa Rzemieślnika – Nakomiady
- parafia św. Wojciecha – Skandawa
- parafia Podwyższenia Krzyża Świętego – Srokowo
- parafia Najświętszego Serca Pana Jezusa – Wilkowo
- parafia Matki Boskiej Nieustającej Pomocy – Winda

Na terenie dekanatu znajduje się parafia personalna Straży Granicznej św. Mateusza Apostoła w Kętrzynie należąca do Dekanatu Straży Granicznej Ordynariatu Polowego Wojska Polskiego.

## Historia
Do 15 września 2022 roku w skład dekanatu wchodziło 9 parafii:
- parafia św. Jana Nepomucena i Niepokalanego Poczęcia NMP – Dąbrówno
- parafia św. Jana Chrzciciela – Gierzwałd
- parafia Narodzenia Najświętszej Maryi Panny – Glaznoty
- parafia Wniebowzięcia Najświętszej Maryi Panny – Marwałd
- parafia św. Piotra w Okowach – Pietrzwałd
- parafia św. Józefa – Ruszkowo
- parafia Wniebowzięcia Najświętszej Maryi Panny – Rychnowo
- parafia Najświętszej Maryi Panny Nieustającej Pomocy – Samin
- parafia Przenajświętszej Trójcy – Stębark
- parafia św. Antoniego Padewskiego – Szczepankowo

## Sąsiedztwo międzydiecezjalne
- Iława – Wschód, Miłomłyn (diecezja elbląska)
- Działdowo, Lubawa, Rybno Pomorskie (diecezja toruńska)